# Masona prognatha
Masona prognatha är en stekelart som beskrevs av Van Achterberg 1995. Masona prognatha ingår i släktet Masona och familjen bracksteklar. Inga underarter finns listade i Catalogue of Life.